# Brödbagge
Brödbagge (Stegobium paniceum) är en liten skalbagge som hör till familjen trägnagare. Den kan uppträda som skadeinsekt inomhus då dess larver bland annat livnär sig på torra lagrade livsmedel, däribland spannmålsprodukter som pasta, torkad frukt och torkad fisk. Brödbaggen är även ett av de djur som räknas som skadegörare på museum eftersom larverna kan skada samlingarna då de äter många olika organiska material.

## Kännetecken
Den fullbildade skalbaggen är bara 2–3 millimeter lång och har en rödbrun färg. Kroppsformen är oval och kroppen är fint behårad. Täckvingarna ser randiga ut då de har längsgående punktrader. Huvudet är inböjt så att det skyddas av halsskölden. Antennerna har elva segment varav de tre yttersta segmenten är förstorade så att antennerna blir klubblika. 
Larven når en längd av knappt 5 millimeter i det sista larvstadiet. Den är vit och har en krumböjd kropp (likt ett C) med kort, fin behåring.

## Levnadssätt
Brödbaggen genomgår som andra skalbaggar fullständig förvandling och har fyra utvecklingsstadier, ägg, larv puppa och imago. Utvecklingen beror av temperaturen, inomhus under normala uppvärmda förhållanden kan arten hinna med två generationer per år. 
Honan kan lägga upp till 100 ägg som kläcks efter 6–10 dagar. Larvstadiet varar mellan 35 och 70 dagar och förpuppningen 7–21 dagar. Den fullbildade skalbaggen lever vanligen inte mer än en månad. 

## Bekämpning
Vid problem med brödbaggar i hemmet bekämpar man dem bäst genom att hitta varifrån de kommer, vilket ofta är en öppnad matförpackning eller ett fågelbo. Om det rör sig om ett fågelbo bör man rådfråga en specialist innan man tar bort detta. Då man tagit bort källan baggarna kommer ifrån, räcker det ofta att dammsuga noggrant. Brödbaggar trivs i fuktiga inomhusmiljöer, därför är också luftavfuktare ett bra sätt att bekämpa dem. 